# Canton de Lille-Nord-Est
Le canton de Lille-Nord-Est est un ancien canton français, situé dans le département du Nord et la région Nord-Pas-de-Calais.
A l"occasion des élections départementales de 2015, il est intégré dans les cantons de Lille-2 et de Lille-3, nouvellement créés.

## Composition
Le canton de Lille-Nord-Est se composait d’une fraction de la commune de Lille et d'une autre commune. Il compte 52 503 habitants (population municipale) au 1er janvier 2012.
| Nom               | Code Insee | Intercommunalité              | Population (dernière pop. légale)                |
| ----------------- | ---------- | ----------------------------- | ------------------------------------------------ |
| Lille (chef-lieu) | 59350      | Métropole européenne de Lille | Fraction : 31 231(2012) Commune : 233 897 (2014) |
| Mons-en-Barœul    | 59410      | Métropole européenne de Lille | 21 231 (2014)                                    |

## Histoire: conseillers généraux de 1833 à 2015
- Ce canton existe dès 1801 mais il connait la croissance de son périmètre à la suite de la fusion avec Fives en 1858.
- De 1833 à 1848, les cantons de Lille Nord-Est et Lille Sud-Est avaient le même conseiller général. Le nombre de conseillers généraux était limité à 30 par département[3].
- Il faut alors attendre 1889 pour qu'il soit scindé en 2 parties, l'autre donnant naissance au canton de Lille-Est.

| Période                 | Identité                       | Parti                    | Qualité |
| ----------------------- | ------------------------------ | ------------------------ | --- |
| 1833-1848               | Jean-Baptiste Smet (1787-1856) |                          | Propriétaire, filtier, maire de Lille (1830-1832) |
| 1848-1852               | César Ubalde Champon (1784-?)  |                          | Commissionnaire de roulage, conseiller municipal de Lille |
| 1852-1871               | Frédéric Kuhlmann (1803-1881)  |                          | Négociant, professeur de chimie à Lille |
| 1871-1883               | Jules Dutilleul                | Républicain              | Brasseur à Lille Sénateur (1879-1883) Maire de Lille (1878-1881)                                                                                                 |
| 1883-1884 (démission)   | Géry Legrand                   | Républicain              | Écrivain - Maire de Lille (1881-1896), conseiller d'arrondissement Sénateur (1888-1902)                                                                          |
| 1884-1895               | Abdon Emile Maximilien Basquin | Républicain              | Avocat, Adjoint au Maire de Lille |
| 1895-1898 (décès)       | Charles Rogez (1836-1898)      | Républicain Droite       | Négociant à Lille |
| 1898-1901               | Gustave Delory                 | SFIO                     | Régleur, pelotonneur, cantonnier, gérant de coopérative, imprimeur compositeur, clicheur, journaliste Maire de Lille (1896-1904 et 1919-1925) Député (1902-1925) |
| 1901-1907               | Albert Gossart (1852-1927)     | Républicain Progressiste | Ingénieur des Arts et Manufactures Adjoint au maire de Lille |
| 1907-1913               | Charles Delesalle              | Conservateur             | Président du Comité linier Maire de Lille (1904-1919) |
| 1913-1925 (décès)       | Gustave Delory                 | SFIO                     | Régleur, pelotonneur, cantonnier, gérant de coopérative, imprimeur compositeur, clicheur, journaliste Maire de Lille (1896-1904 et 1919-1925) Député (1902-1925) |
| 1925-1940               | Louis Masson                   | SFIO                     | Président du groupement syndical des typos et imprimeurs de Lille Adjoint au Maire de Lille Député (1936-1942)                                                   |
|                         |                                |                          | |
| 1945-1949               | Fernand Broux                  | SFIO                     | Adjoint au maire de Lille |
| 1949-1955               | André-Louis Patoir             | RPF puis RS              | Infirmier Conseiller municipal de Lille |
| 1955-1967               | Paul Desmoutier                | MRP                      | Directeur de collège d'enseignement technique Adjoint au maire de Mons-en-Barœul                                                                                 |
| 1967-1970 (décès)       | Félix Peltier                  | CD                       | Maire de Mons-en-Barœul (1957-1970) |
| 12 décembre 1970-1973   | Pierre Billecocq               | UDR                      | Administrateur civil et diplomate Député (1968 et 1973) Secrétaire d'État (1969-1974)                                                                            |
| 1973 - 1983 (démission) | Guy Merrheim (1946-2019)       | PS                       | Secrétaire général adjoint de l'Institut d'études politiques de Lille Nommé Préfet de la Haute-Saône en 1983 (plus jeune Préfet de France)                       |
| 1983 - 1998             | Francis Peltier                | UDF                      | Entrepreneur en bâtiments Conseiller municipal de Mons-en-Barœul                                                                                                 |
| 1998 - 2004             | Jean-Pierre Leroy              | PS                       | Instituteur, professeur puis principal de collège |
| 2004 - 2011             | Betty Gleizer                  | PS                       | Inspectrice de l'Education nationale Conseillère municipale de Lille et Présidente du Cons. de Quartier de St Maurice Pellevoisin (2001-2008)                    |
| 2011 - 2015             | Alexandra Lechner              | PS                       | Professeure des écoles Elue en 2015 dans le Canton de Lille-3 |

1979 : Le candidat du PS Guy Merrheim l'emporte avec 53,92 % sur l'UDF Marc-Philippe Daubresse 46,08 %
Une partielle organisée en 1983 à la suite de la démission de Guy Merheim, nommé Préfet, voit l'élection du candidat de droite, Francis Peltier
- 1985 : Francis Peltier (UDF) est réélu face au candidat du PS Jean-Louis Frémaux 59,69 % contre 40,30 %

1992 : Francis Peltier (UDF) est réélu face aux candidats du PS et du FN avec respectivement 45,87 %, 37,66 % et 16,47 %
1er Tour : PS : 22,13 % / PC : 8,28 % / Verts : 7,73 % / UDF : 29,91 % / DVD : 5,92 % / Div Eco : 9,21 % / FN : 16,81 %
1998 : Jean-Pierre Leroy (PS) l'emporte sur Jacques Richir (UDF) avec 56,10 % contre 43,90 %
1er Tour : PS : 30,34 % / PC (Sylviane Delacroix) : 6,55 % / Verts : 10,73 % / MDC (JL Frémaux) : 4,87 % / UDF : 28,37 % / FN : 19,28 %
2004 : Betty Gleizer (PS) l'emporte sur Thierry Pauchet (UDF)
2011 :  Alexandra Lechner (PS) l'emporte sur Pascale Vaneuil (FN)

## Conseillers d'arrondissement (de 1833 à 1940)
| Période | Période | Identité                                    | Étiquette   | Qualité |
| ------- | ------- | ------------------------------------------- | ----------- | --- |
| 1833    | 1836    | M. Cuvelier                                 |             | Propriétaire à Lille |
| 1836    |         | Adolphe Delespaul                           | Libéral     | Substitut du Procureur du Roi à Lille, député de 1834 à 1849                                                                      |
|         |         |                                             |             | |
| 1880    | 1883    | Géry Legrand                                | Républicain | Homme de lettres à Lille |
|         |         |                                             |             | |
| 1892    | 1898    | Théophile-Émile Bécour (1840-1930)          | Radical     | Docteur en médecine à Lille Président du Conseil d'arrondissement                                                                 |
| 1898    | 1907    | Victor Lelièvre (1858-1922)                 | POF-SFIO    | Ouvrier imprimeur puis marchand colporteur en mercerie Maire de Mons-en-Barœul (1901-1919)                                        |
| 1907    | 1910    | Édouard Delesalle (1857-?)                  | SFIO        | Marchand de papier peint, conseiller municipal de Lille                                                                           |
| 1910    | 1919    | Victor Lelièvre                             | SFIO        | Ouvrier imprimeur puis marchand colporteur en mercerie Maire de Mons-en-Barœul (1901-1919), Président du Conseil d'arrondissement |
| 1919    | 1928    | Henri Dennequin                             | SFIO        | Contremaître, Lille |
| 1928    | 1940    | Maurice Thellier de Poncheville (1878-1948) | FR          | Brasseur à Lille |
| 1940    |         |                                             |             | Les conseils d'arrondissement ont été suspendus par la loi du 12 octobre 1940 et n'ont jamais été réactivés                       |

## Démographie
| 1962 | 1968 | 1975 | 1982 | 1990   | 1999   | 2006   | 2011   | 2012   |
| ---- | ---- | ---- | ---- | ------ | ------ | ------ | ------ | ------ |
| -    | -    | -    | -    | 49 262 | 50 878 | 53 352 | 52 544 | 52 503 |